# Kelvin Davis (politico)
Kelvin Glen Davis (Kawakawa, 2 marzo 1967) è un politico neozelandese, vice capo del Partito Laburista della Nuova Zelanda dal 1º agosto 2017.
Il 19 gennaio 2023, Jacinda Ardern annuncia le sue imminenti dimissioni da capo del Labour e da primo ministro, Kelvin Davis essendo Deputy Leader dal 1º agosto 2017, ne diventa Acting Leader sino alla prossima elezione (ottobre 2023), Grant Robertson, il vice primo ministro non essendo candidato.

## Biografia
Di ascendenza Maori, iwi Ngapuhi, è cresciuto nella Baia delle Isole nel nord della Nuova Zelanda. Negli anni '80 si trasferisce a Mangere, nei sobborghi di Auckland, per lavorare come insegnante. In seguito divenne preside della scuola di Karetu, nella regione del Northland.
Membro del Partito Laburista (centrosinistra), è stato eletto alla Camera dei rappresentanti nelle elezioni legislative del 2008. Pur sconfitto nel collegio Maori di Te Tai Tokerau (che copre l'estremo nord del Paese), entra in Parlamento attraverso il sistema delle liste, e siede sui banchi dell'opposizione. Ha perso il seggio nelle elezioni del 2011, ma lo ha riconquistato nel 2014 a causa delle dimissioni del deputato laburista Shane Jones. Pochi mesi dopo ha vinto il collegio elettorale di Te Tai Tokerau alle elezioni legislative del 2014, e lo ha mantenuto in quelle del 2017 e 2020.
È eletto vice leader del partito laburista, e quindi vice capo dell'opposizione parlamentare, il 1º agosto 2017, distaccando Jacinda Ardern. È il primo Maori a ricoprire questa funzione nel partito. Il Partito Laburista ha formato un governo di coalizione in ottobre con il New Zealand First (NZF, destra populista) e il Partito dei Verdi (sinistra ecologica). Jacinda Ardern diventa Primo Ministro, mentre Winston Peters, leader del NZF e amico intimo di Kelvin Davis, diventa Vice Primo Ministro. Davis è nominato, terza carica del governo, come ministro delle relazioni corona-maori (cioè tra il governo e i maori), ministro dei servizi penitenziari, ministro del turismo (fino al 2020) e ministro dell'infanzia (dal 2020).